# 平川河 (宾川)
平川河，中游也称罗九河，位于中华人民共和国云南省大理州宾川县东北部，是金沙江右岸支流，发源于宾川县平川镇李子园村以南磨刀石山（磨刀石箐）西麓，自西南向东北，流经芹菜塘水库、马花村委会的邓家屋基、麻栎窝、孟获洞、罗九村委会的独瓦房、新发村、梅子村、三家村、康宁村委会福柳村、三家村、玄戈里、新房子、平川村委会温泽村、石岩村委会石岩村、江外村、盘谷村委会新生邑、安石桥、钟英傈僳族彝族乡赵卡拉村委会咪支箐、赵卡拉、子作拉、芝麻登村委会塔拉拉等地，最后于芝麻登村委会咪子登下坪东北汇入金沙江。河长42.95千米，流域面积428.6平方千米，多年平均流量1.82立方米/秒。